# 사랑해도 괜찮아
《사랑해도 괜찮아》는 2007년 5월 21일부터 2007년 9월 29일까지 방영된 한국방송공사 2TV 아침드라마이다.

## 등장 인물

### 주요 인물
- 신성우 : 안철웅 역
- 우희진 : 윤지인 역
- 최진영 : 강석훈 역

### 그 외 인물
- 송기윤 : 윤범수 역
- 김창숙 : 황복숙 역
- 윤수정 : 황시내 역
- 김동주 : 황영숙 역
- 박영철 : 안면도 역
- 이미지 : 지화자 역
- 정민 : 안하웅 역
- 정진 : 맹호경 역
- 안도규 : 안마루치 역
- 윤지숙 : 고양이 역
- 이일화 : 영화 역
- 송석호 : 석훈의 아버지 역

## 참고 사항
- 강석훈 역을 맡은 최진영은 드라마 종방연 자리에서 외주제작사 대표를 폭행하여 물의를 샀다.[1]

## 같이 보기
- 내 곁에 있어 (MBC)
- 사랑도 미움도 (SBS)
- 사랑하기 좋은 날 (SBS)